# Friedrich Glauser
Friedrich Glauser (Vienna, 4 febbraio 1896 – Genova, 8 dicembre 1938) è stato uno scrittore svizzero di lingua tedesca.

## Biografia
Ebbe una vita breve e turbolenta: nella giovinezza studiò tre anni in riformatorio dopo averne passati altrettanti al ginnasio di Vienna. Si iscrisse ad un collegio di Ginevra ma venne espulso. Dopo essersi diplomato a Zurigo, fuggì di casa nel 1921 e si arruolò nella Legione Straniera.

Visse il resto della sua intensa vita in un continuo viaggio per l'Europa (minatore in Belgio, infermiere a Charleroi, nell'avanguardia a Parigi, aiuto-giardiniere in Svizzera). Di indole ribelle frequentò ospizi, case-alloggio per giovani disagiati e manicomi, luoghi dai quali trasse spunto per molti dei suoi romanzi. Fu internato diverse volte in quanto tossicodipendente da morfina.

## Opere
La sua opera letteraria risulta divisibile in due filoni distinti: da un lato quello poliziesco composto dalle opere Wachtmeister Studer (1936; Il sergente Studer), Matto regiert (1936; Il regno di Matto), Die Fieberkurve (1938; Il grafico della febbre), Der Chinese (1939; Il cinese), Krock & Co(1941), Wachtmeister Studer erste Fälle (1986; I primi casi del sergente Studer), mentre dall'altro romanzi autobiografici quali Gourrama (1940), Dada, Ascona und andere Erinnerungen (1976; Dada, Ascona e altri ricordi), Morphium (1970, Morfina), Hinter Mauern (1991, Oltre il muro).

Un ibrido tra le due tendenze è il romanzo Der Tee der drei alten Damen (1941; Il tè delle tre vecchie signore) dove, su uno sfondo poliziesco, a elementi paranormali si fondono elementi autobiografici.

## Poetica
Presentato come il "Simenon svizzero" dal suo editore zurighese, ha in comune con lo scrittore belga l'attenzione al doloroso confronto umano che è generato dal delitto e la meticolosa investigazione del "quid" che spinge una persona normale a uscire dalla società civile rendendosi colpevole di un omicidio.

Sfondo dei suoi romanzi polizieschi è la provincia svizzera di inizio secolo, di cui non esita a denunciare la brutale burocratizzazione di ogni aspetto della vita.
Dopo aver completato la serie dei racconti l'autore risponde con una lettera a Stefan Brockhoff – pseudonimo collettivo dei tre autori tedesco‑svizzeri Dieter Cunz, Richard Plant e Oskar Seidlin – i  quali elaborarono e pubblicarono il 5 febbraio 1937, sulla Zürcher Illustrierte, “i dieci comandamenti per il romanzo poliziesco":
1. Ogni evento misterioso deve essere spiegato alla fine. Se compaiono 10 furti, 20 rapimenti o 30 omicidi, alla fine tutti devono essere risolti.
2. Niente incidenti inventati solo per depistare. Ogni episodio deve avere un significato e uno scopo nel complesso narrativo.
3. Niente originalità a tutti i costi. L’omicidio dovrebbe avvenire con mezzi comuni (revolver, avvelenamento ecc.), non con strumenti fantasiosi o super-tecnologici.
4. L’assassino deve essere un essere umano comune. Niente poteri soprannaturali, grandi bande segrete, passaggi segreti o trappole fantasiose.
5. Il detective deve essere umano. Non onnisciente, non sempre presente: deve investigare, ragionare. Non deve risolvere tutto per intuizione divina.
6. Il romanzo deve essere un duello tra criminale e detective. Deve mostrare lo scontro delle astuzie, non battaglie o guerre con arsenali militari.
7. Il colpevole deve avere il giusto ruolo nella storia. Visibile abbastanza da interessare il lettore, ma non così centrale da essere subito riconoscibile.
8. Il lettore deve sempre cogliere indizi. Anche se parte dell’azione resta oscura, non deve esserci rivelazione finale di eventi completamente del tutto nascosti.
9. Niente noia narrativa. Evitare lunghe udienze, protocolli prolissi, appuntamenti inutili: solo ciò che è utile alla trama e alla soluzione.

1. Il lettore deve “vedere” l’azione dal vivo. Evitare racconti riferiti da terzi: mostrare direttamente gli eventi, in modo che il lettore li viva in prima persona.

Friedrich Glauser, nella sua lettera aperta del 25 marzo 1937, rispondeva criticando soprattutto l’assenza nel decalogo del principio della “lingua decorosa”:
“Avete dimenticato un comandamento: scrivete in una lingua decorosa. Non si tratta solo di costruire una macchina narrativa ben oliata: la lingua è il materiale con cui lavoriamo. E la lingua deve essere curata.”
L’assenza del principio della “lingua decorosa” nel decalogo di Stefan Brockhoff fu criticata da Friedrich Glauser perché rivelava, a suo giudizio, una visione troppo meccanica e anglosassone del romanzo poliziesco, trascurando un aspetto che nella tradizione letteraria tedesca era – e rimane – fondamentale: la qualità stilistica e linguistica del testo.

## Opere
- Il grafico della febbre (Dir Fieberkurve, 1938), traduzione di Gabriella De' Grandi, Collana La memoria n.108, Palermo, Sellerio, 1985, ISBN 978-88-389-0270-3.
- Il tè delle tre vecchie signore (Der Tee der drei alten Damen, 1940), traduzione di Gabriella De' Grandi, Collana La memoria n.109, Palermo, Sellerio, 1985, ISBN 978-88-389-0271-0.
- Il sergente Studer (Wachtmeister Studer, 1936), traduzione di Gabriella De' Grandi e Valeria Valenza, Collana La memoria n.129, Palermo, Sellerio, 1986, ISBN 978-88-389-0356-4.
- Krock & Co. (Die Speiche, 1941), traduzione di Gabriella De' Grandi, Collana La memoria n.156, Palermo, Sellerio, 1987, ISBN 978-88-389-0414-1.
- Il Cinese (Der Chinese, 1939), traduzione di Gabriella de' Grandi, Collana La memoria n.173, Palermo, Sellerio, 1988, ISBN 978-88-389-0484-4.
- Il regno di Matto (Matto regiert, 1936), traduzione di Gabriella de' Grandi, Collana La memoria n.174, Palermo, Sellerio, 1988, ISBN 978-88-389-0485-1.
- I primi casi del sergente Studer ( Verhör. Wachtmeister Studers erste Falle, 1933), traduzione di Gabriella de' Grandi, Collana La memoria n.199, Palermo, Sellerio, 1989, ISBN 978-88-389-0564-3.
- Gourrama (1940), traduzione di Gabriella De' Grandi, Nota di Adriana Vignazia, Collana Il castello n.27, Palermo, Sellerio, 1990, ISBN 978-88-389-0635-0.
- Dada, Ascona e altri ricordi (Dada, Ascona und andere Erinnerungen, 1976), traduzione di Gabriella De' Grandi, Collana Il castello n.34, Palermo, Sellerio, 1991, ISBN 978-88-389-0703-6. - Bellinzona, Casagrande, 2018, ISBN 978-88-771-3812-5.
- Oltre il muro (Hinter Mauern, 1991), traduzione di Gabriella de' Grandi, Collana La memoria n.295, Palermo, Sellerio, 1993, ISBN 978-88-389-0988-7.
- Morfina (Morphium und autobiographische Texte, 1932), traduzione di Gabriella de' Grandi, Collana La memoria n.348, Palermo, Sellerio, 1995, ISBN 978-88-389-1188-0.
- La negromante di Endor (Die Hexe von Endor, 1929), traduzione di Gabriella de' Grandi, Collana La memoria n.454, Palermo, Sellerio, 1999, ISBN 978-88-389-1539-0.
- Gli occhi di mia madre (Im Dunkel, 1937), traduzione di Gabriella De' Grandi, Collana Scrittori, Bellinzona, Casagrande, 2005, ISBN 978-88-771-3451-6.
- Outsider, traduzione di G. De' Grandi e S. Bianconi, Collana Alfabeti, Bellinzona, Casagrande, 2008, ISBN 978-88-771-3490-5.
- Annegare è il nostro destino. Lettere a Elisabeth von Ruckteschell e agli amici di Ascona, traduzione di e cura di G. De' Grandi, Collana I Cristalli, Locarno, Armando Dadò Editore, 2011, ISBN 978-88-828-1283-6.
- Andrea Fazioli-F. Glauser, Le vacanze di Studer. Un poliziesco ritrovato, traduzione di G. De' Grandi, Collana Scrittori, Bellinzona, Casagrande, 2021, ISBN 978-88-771-3817-0.
- Beichte in der Nacht, 1945
- Briefe, 2 voll., a cura di Bernhard Echte, Zürich, 1988-1991.
- Das erzählerische Werk, 4 voll., a cura di Bernhard Echte, Zürich, 1992–1993.
- Tre diventano uno: i romanzi gialli di Stefan Brockhoff
- Jan Seghers » Leggi – Stefan Brockhoff